# Сьоґунат Едо
Шьоґуна́т Е́до (яп. 江戸幕府, едо бакуфу, 12 лютого 1603 — 14 жовтня 1867) — загальнояпонський самурайський уряд авторитарного типу під керівництвом шьоґунів з родини Токуґава з центром у місті Едо (сучасне Токіо). Існував 265 років — від часу призначення Токуґави Іеясушьоґуном (1603) до реставрації прямого імператорського правління в Японії (1867). За час функціонування шьоґунату ним правило 15 шьоґунів. За всю політичну історію самурайства він вважається найпотужнішим центральним урядом з високим рівнем внутрішньої організації. За назвою правлячої родини його також називають шьоґунатом Токуґава.

## Заснування

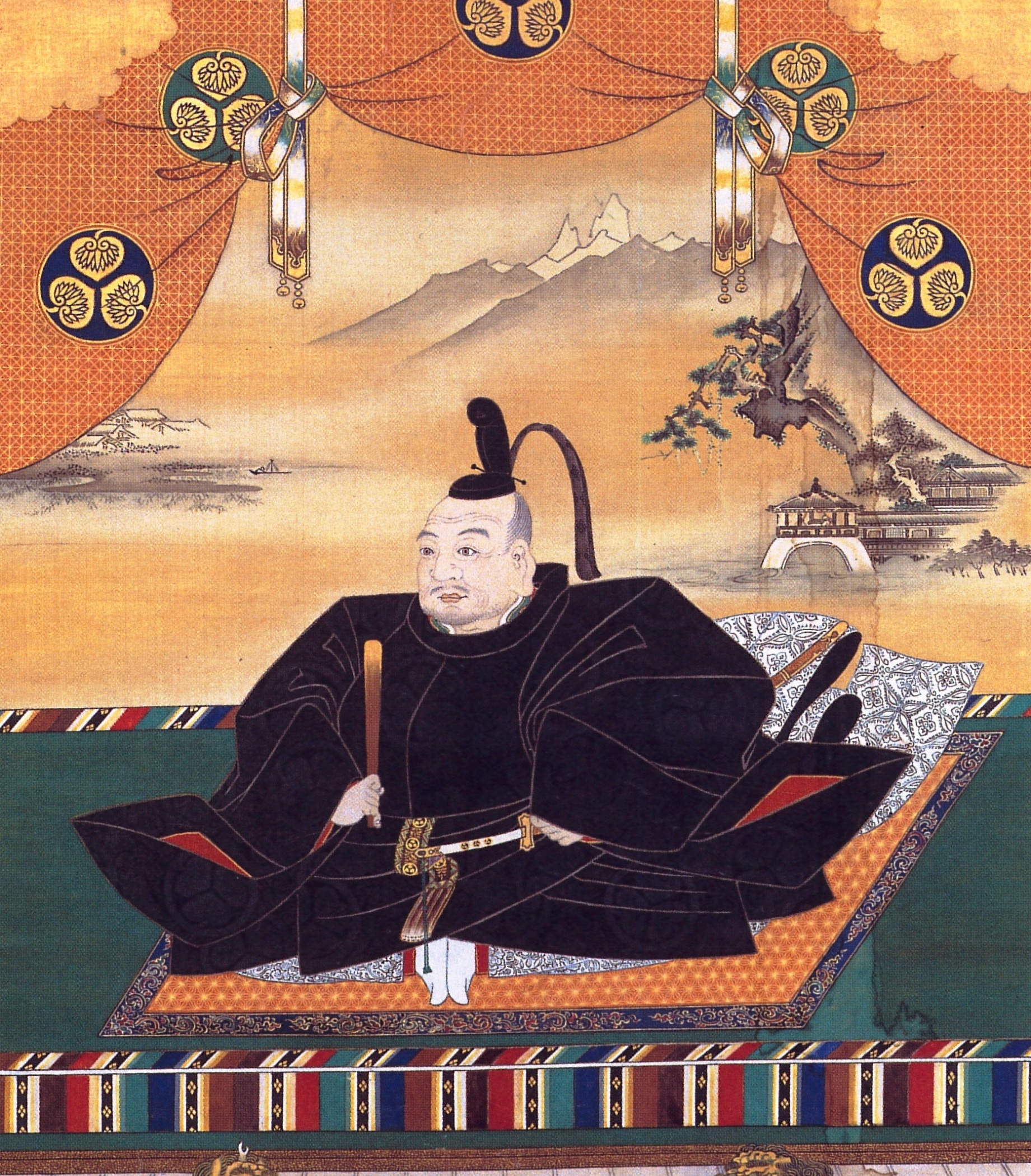
Токуґава Ієясу — засновник і перший голова шьоґунату в Едо

У 1590 (18 рік Теншьо) Токуґава Ієясу отримав землі у регіоні Канто в обмін на старі маєтності в районі Токайдо. У нових володіннях він створив потужну військово-економічну базу для завоювання Японії. Після смерті свого сюзерена Тойотомі Хідейоші у 1598 році, Ієясу знешкодив опозиціонерів на чолі з Ішідою Міцунарі у битві при Секіґахарі (1600) і став фактичним володарем країни.
У 1603 отримав від імператорського двору посаду шьоґуна (征夷大将軍) та заснував у місті Едо новий шьоґунат. Це легітимізувало його владу та перетворювало його самого на голову всіх самураїв країни. Усім провінційним володарям даймьо було наказано взяти участь у будівництві шьоґунського замку та облаштуванні міста Едо, а також створити карти та земельні кадастри міст і сіл своїх удільних володінь. Цим Токуґава продемонстрував, що саме він є лідером Піднебесної.
У 1605 (10 рік Кейтьо) Іеясу передав посаду шьоґуна своєму синові Токуґаві Хідетаді, засвідчивши, що вона передаватиметься спадково у роді Токуґава, і перебрався до замку Сунпу. Екс-шьоґун продовжував тримати реальну владу у своїх руках і в Осацьких кампаніях 1614—1615 знищив свого найзапеклішого опонента — сюзеренівський рід Тойотомі.

## Системабакухан
Разом із заснуванням сьоґунату Токуґава формувалася система обов'язків та прав між центральною владою і провінційними володарями даймьо. В японській історіографії ця система носить назву «бакухан» (幕藩体制), «системи сьоґунату і ханів», від першого ієрогліфа слова сьоґунат — «баку» (幕) і назви удільного володіння даймьо — «хан» (藩).
У 1615 (1 рік Ґенна), одразу ж після Осацьких походів, сьоґунат встановив суворі законодавчі положення, які обмежували даймьо у правах, посилюючи їхню залежність від центрального уряду. Цими положеннями були указ «Одна країна — один замок» (一国一城令), за яким один даймьо міг мати лише один замок у своїх володіннях, і «Закони для військових домів», згідно з якими провінційним володарям заборонялося надміру укріплювати свої замки та укладати політичні шлюби з сусідніми володарями без дозволу сьоґунату.
Відповідно до заслуг чи кровних зв'язків із правлячим домом Токуґава, усі даймьо були поділені на три категорії — сімпан (близькі хани), фудай (давні васали) та тодзама (сторонні пани). До першої входили три бічні гілки роду Токуґава, володарі Оварі-хан, Кії-хан і Міто-хан, та роди Мацудайра, переважно родичі сьоґунів. До другої категорії входили васали роду Токуґава, які служили сьоґуонові Токуґаві Ієясу до заснування сьоґунату. До останньої, третьої категорії, входили колишні васали Тойотомі Хідейоші, які визнали свою залежність від Токуґави після битви при Секіґахара. Як правило, володіння даймьо категорій шінпан і фудай розташовувалися якомога ближче до центру сьоґунату, переважно у Східній і Центральній Японії, в той час як землі, підконтрольні тодзама, знаходились у Західній Японії або на периферії країни.
По смерті Ієясу в 1617 (3 рік Ґенна), 2-й сьоґун Токуґава Хідетада видав грамоти для даймьо, аристократів куґе, буддистських храмів і синтоїстських святилищ, якими гарантував їм право на володіння їхніми землями і демонстрував свою могутність господаря усіх земель Японії. Двома роками потому він покарав Фукушіму Масанорі, володаря Хірошіми, за порушення «Законів для військових домів», позбавивши його земель і самурайського титулу, чим засвідчив для інших даймьо спроможність шьоґунату штрафувати непокірних. 1623 року (9 рік Ґенна) Хідетада передав посаду шьоґуна своєму синові Ієміцу, закріпивши основи правлячої династії Токуґава.
Після смерті Хідетади у 1632 році (9 рік Кан'ей), 3-й сьоґун Токуґава Ієміцу покарав ряд даймьо рангу тодзама за порушення «Законів», вкотре продемонструвавши міць правлячого режиму, влада якого сягала навіть віддаленого Кюсю. Через чотири роки він прибув на чолі величезного 300 000 війська[джерело?], що складалося з контингентів різних даймьо, до столиці країни Кіото, чим підтвердив свій статус всеяпонського головнокомандуючого. Того ж року, Ієміцу встановив для підлеглих військові повинності, до яких входили заготівля необхідного провіанту, солдат і коней та прибуття за наказом сьоґуна на фронт з самураями, кількість яких передбачалася доходом володінь даймьо. Також Токуґава зобов'язав даймьо виконувати періодично ремонтні роботи у замку Едо та займатися будівництвом дамб на річках у мирний час.
У 1635 (12 рік Кан'ей) Іеміцу видав доповнення до «Законів для військових домів», за яким усі даймьо разом із дружинами, дітьми та численним супроводом були зобов'язані почергово, один раз на два роки, прибувати на службу до резиденції сьоґуна в місті Едо і мешкати у ньому один рік (система почергових відряджень). Саботаж відрядження загрожував ліквідацією хану і родини даймьо-порушника, тому його суворо дотримувалися. Така політика сьоґунату виснажувала фінанси провінційних володарів, які витрачали величезні кошти на подорож і утримування почту, і зменшувала ризик повстання, особливо на периферійних землях, які контролювали так звані тодзама, представники найменш лояльного до режиму класу даймьо.
Таким чином, на кінець правління Токуґави Ієміцу остаточно оформилися сюзеренсько-васальні відносини між сьоґуном і провінційними володарями даймьо. Було сформовано каркас владної системи бакухан.

## Устрій сьоґунату іханів
Сьоґунат і хани утворювали своєрідну всеяпонську федерацію. Уряд і його землі відігравали роль її політико-адміністративного центру, а хани були подібними до автономних держав, які мали перед центром ряд цивільних і військових зобов'язань, але володіли достатнім рівнем свободи для проведення незалежної внутрішньої політики.

### Сьоґунат

#### Фінанси
Сьоґунат існував за рахунок данини з земель безпосередньо підконтрольних йому, так званих бакурьо (幕領, «земель шьоґунату»), також відомих як тенрьо (天領, «земель Піднебесної»). Їх загальний дохід наприкінці 17 століття становив близько 4 мільйонів коку рису на рік. Крім цього, сьоґунат мав прибуток з золотих і срібних копалень у провінціях Садо, Ідзу, Таджіма та Івамі. Під його прямим контролем знаходилися такі великі міста, центри ремесла і торгівлі, як Едо, Кіото, Осака, Наґасакі та Сакаї, які сплачували грошовий податок. Центральний уряд мав також монополію на виготовлення монети, яка була в обігу по всій Японії.

#### Військо

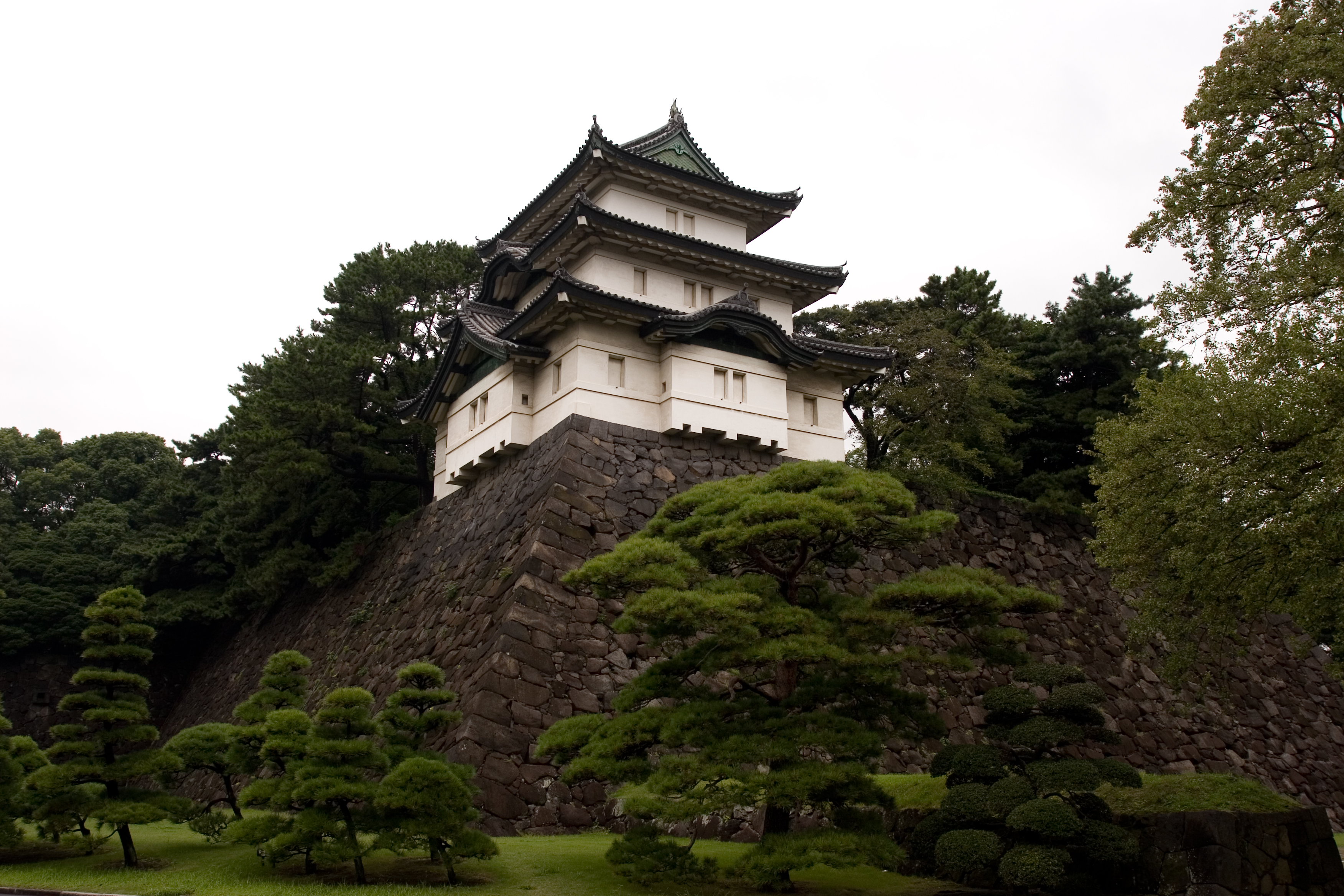
Башта Едоського замку, який впродовж 250 років служив політико-адміністративним центром Японії (сучасна імператорська резиденція, Токіо)

Військо сьоґунату складалося з гвардійців хатамото (旗本, «тих, хто під прапором») та самураїв ґокенін (御家人, «людей дому»). Вони складали заможну верству японських військовиків, особистих васалів сьоґуна, річний дохід кожного з яких оцінювався менше 10 000 коку. Різниця між ними полягала у тому, що перші мали право шьоґунівської аудієнції, в той час як другі були позбавлені його. Більша частина цих вояків жила у місті Едо. Вони мали обов'язок утримувати при собі декількох васалів. У випадку війни, мобілізаційні ресурси шьоґунату становили 30 000 чоловік.
Окрім особистого війська сьоґун мав армії підконтрольних йому даймьо, які у випадку повстання чи збройного конфлікту зобов'язувалися з'явитися разом з ними на фронт. В середньому контингент одного даймьо нараховував 2 500 вояків.

#### Адміністрація
Адміністративна система сьоґунату була упорядкована за правління 3-го шьоґуна Токуґави Ієміцу. Хоча вона зазнала змін впродовж свого існування, в цілому, її каркас зберіг основні риси середини 17 століття.
- Центр

Головою всеяпонського уряду вважався сьоґун з родини Токуґава. Хоча за 250 років його особа перетворилася на формального керманича, саме сьоґун залишався джерелом законодавчої і виконавчої влад, а також найвищою судовою інстанцією.
Управлінське ядро уряду складали головні васали Токуґава, так звані «старійшини» тошійорі (年寄), також відомі як родзю. Вони призначалися числом не більше 5 чоловік з тих даймьо категорії фудай, прибуток яких перевищував 25.000 коку на рік. Хоча найвищою адміністративною посадою в сьоґунаті була посада «великого старця» тайро (大老), на неї призначали відповідну особу лише за необхідності, залишаючи за «старійшинами» керування самурайським урядом.
Сполучною ланкою між «старійшинами» і сьоґуном був найближчий слуга останнього, так званий соба-йонін (側用人, «корисний при сьоґуні»). Він повідомляв «старійшинам» накази шьоґуна і передавав їхні пропозиції йому. Хоча формально цей службовець прирівнювався до «старійшин» роджю, він мав повноваження більші, ніж його колеги.
Помічниками «старійшин» були п'ять вакадошійорі (若年寄, «молоді старійшини»), які призначалися з числа особистих васалів сьоґуна, даймьо із невисоким річним статком. До їхнього обов'язку входив нагляд над хатамото.
Інспекцію даймьо здійснювали наділені поліцейськими функціями «великі наглядачі» омецуке (大目付), а інспекцію хатамото — прості «наглядачі» мецуке (目付). Окрім цього, існували посади так званих «трьох управителів» сан-буґьо (三奉行) — управителя всіх японських храмів і святилищ джішя-буґьо (寺社奉行), управителя міста Едо мачі-буґьо (町奉行) і управителя державних фінансів канджьо-буґьо (勘定奉行). На вищезгадані посади, а також посади нижчого рівня призначалися, зазвичай, або даймьо, або хатамото. Вони працювали позмінно, через кожний один місяць.
Судові скарги розглядалися у відповідних судових відомствах, а великі справи виносилися на обговорення «ради» хьоджьошьо (評定所), за участі «старійшин» та «трьох управителів».
- Регіони

У регіональній урядовій адміністрації важливе місце займало місто Кіото. В ньому розміщувалося представництво сьоґунського «столичного намісника» кьото-шьошідай (京都所司代). На цю особу покладались завдання контролювати імператорський двір та наглядати за володарями Західної Японії, які відзначалися низькою лояльністю до центральної влади. Окрім цього, до важливих для сьоґунату міст, таких як Кіото, Осака і Сунпу, призначалися каштеляни джьодай (上代) та міські управителі мачі-буґьо (町奉行). Останні також були посаджені до міст, які мали особливе стратегічне значення — Фушімі, Наґасакі, Садо та Нікко.
Окрім міської адміністрації, існувала адміністрація повітового і районного рівнів. До більшості земель, які знаходились під безпосереднім контролем сьоґунату, призначалися «намісники» дайкан (代官), підконтрольні управителю державних фінансів канджьо-буґьо. Винятки становили райони регіону Канто та провінцій Хіда і Міно, в яких були посаджені особливі «повітові намісники» ґундай (郡代).

### Хан
Хан був водночас і володінням даймьо, і системною організацією його управління. Це адміністративно-політичне утворення, яке залежало від сьоґунату, нагадувало сучасну автономну державу у складі великої федерації. За часи панування самурайського уряду в місті Едо, в Японії існувало близько 300 ханів.
Спочатку влада даймьо була слабкою у його володіннях. Він був змушений роздавати землю своїм васалам, в обмін на їхню службу і вірність. Останні, отримавши засоби до незалежного економічного існування та владу над місцевим населенням, могли підняти в будь-який час бунт проти сюзерена. Однак поступово удільна система управління була витіснена новою. Після заборони у 1615 році мати більше, ніж один замок у одному хані, самураї були відірвані від землі і переселені до призамкових міст сюзерена. Вони поступово перетворилися з провінційних вояків у міських бюрократів і політиків, діяльність яких була спрямована на зміцнення впливу їхнього хану і дому даймьо.
З другої половини 17 століття практика роздачі земель васалам практично зникла в усіх ханах. Її замінила зарплатня та стипендії. Вони сплачувалися переважно рисом — частиною данини, яку збирали представники адміністрації хану в провінції, а саме «намісники» дайкан (代官) і повітові управителі коорі-буґьо (郡奉行). Самураї отримували платню від декількох сотень до декількох десятків коку рису на рік. Утримання вояків найнижчого рівня складалось із розрахунку 5 ґо (близько 1 л) рису на один день.
Таким чином, завдяки впровадженню нової системи оплати праці васалів, даймьо посилили контроль над своїми володіннями і підданими. Водночас було налагоджено адміністративний апарат ханів, що призвело до їхнього закріплення як політико-адміністративних одиниць країни.

## Шьоґунат таімператорськийдвір
Шьоґунат почав активно втручатися у внутрішню політику імператорського двору за правління Токуґави Ієясу. У 1611 році (16 рік Кейтьо) останній сприяв сходженню на трон 108-го імператора Мідзуно'о (1611—1629), що було свідченням неабиякого впливу шьоґуна, який міг маніпулювати відреченням та інтронацією японських монархів у своїх інтересах. У 1615 році (1 рік Ґенна) Токуґава видав «Закони для імператора і аристократичних домів куґе» (禁中並公家諸家法度), у яких виклав основні принципи відносин між двором і шьоґунатом. Згідно з цими «Законами», у Кіото встановлювалась посада «столичного намісника» кьото-шьошідай, наглядача за імператорським двором. Помічниками «столичного намісника» призначалися двоє «зв'язкових» буке-тенсо (武家伝奏), які обиралися з аристократів куґе. Вони отримували платню від шьоґунату і були зобов'язані вчасно та точно передавати вказівки шьоґунату імператорському двору і, навпаки, сповіщати центральний уряд про події і побажання монарха. Аристократам «регентських родів» секке було доручено монопольно керувати справами двору.
Аби інші даймьо не використовували імператора та його двір у своїх політичних інтересах, шьоґунат встановив суворі обмеження на діяльність монарха і куґе. Земельні володіння останніх та суми на утримання імператора були урізані до мінімуму, а самому монарху заборонялося покидати межі столиці Кіото. Шьоґуни залишили за імператорським двором лише права на зміну девізів правління ненґо та зміну календаря. Також, монарх мав право призначати титули та посади будь-яким своїм підлеглим, за винятком даймьо і самураїв.
Таким чином оформилася система стосунків між імператорським двором та самурайським урядом, у якій останній відігравав провідну роль. Ця система проіснувала без значних змін до середини 19 століття.

## Релігійні питання

### Християнство

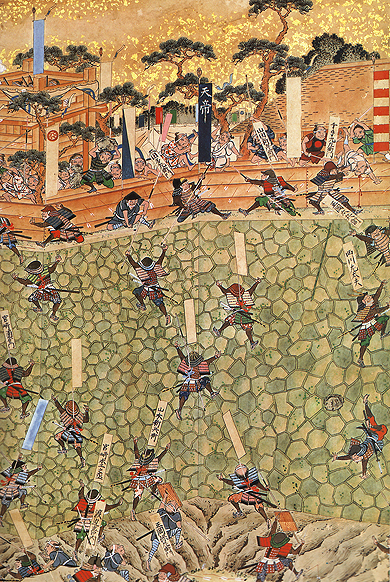
Урядові війська штурмують цитадель християнських повстанців Сімабара

В перші роки свого існування сьоґунат не переймався питаннями релігії, і християнством зокрема. Однак поступово, побоюючись згуртованості християн, які могли повстати проти режиму, було введено обмеження на це віровчення. Провідну роль у підбурюванні антихристиянських настроїв в Японії відіграли радники сьоґуна Токуґава Ієясу, англієць Вільям Адамс і голландець Ян Йостен, які будучи протестантами, неодноразово вказували шьоґуну на «небезпечність» перебування у країні християн-католиків та іспансько-португальських місіонерів.
Врешті-решт, у 1612 році (17 рік Кейтьо) сьоґунат видав «Указ про заборону християнства», за яким усе населення земель, що знаходилось під безпосереднім контролем роду Токуґава, було змушене змінити свою віру на буддизм. За два роки подібний указ було введено в дію по всій Японії. За ним послідували масові репресії непокірних — страти та заслання за кордон. Зокрема, 1614 року до іспанських Філіппін було вигнано лідера японських християн, самурая Такаяму Укона, а 1622 року розіп'ято 55 місіонерів та вірних у Наґасакі. Більша частина християн перейшла в буддизм, але ті, хто відмовився, загинули мученицькою смертю.
У 1637 році на острові Кюсю, регіоні, де християнство пустило найглибші корені, спалахнуло повстання в Шімабарі, яке тривало близько року. Його провідною силою були селяни, переважно християни, які виступили проти місцевої влади, котра нещадно здирала з них податки, незважаючи на тогорічний голод. До повсталих також приєдналися самураї-християни на чолі з Амакусою Токісадою, поповнивши армію бунтівників до 30.000 чоловік. Переляканий сьоґунат негайно направив 120-тисячне військо з даймьо регіону Кюшю придушити виступ. У каральному поході також взяла участь ескадра протестантської Голландії, яка допомагала урядовим військам з моря.

Фуміе — «картинка для топтання». Наступаючий на зображення Христа або святих засвідчував перед чиновником, що він не є християнином (Токійський національний музей).

Після перемоги над повстанцями шьоґунат серйозно взявся за викорінення християнства, особливо у північних районах Кюшю. Жителі тих місць в обов'язковому порядку проходили процедуру топтання «святих образів», так званих фуміе (踏絵 «картинок для топтання»), із зображенням Христа або Діви Марії. Тих, хто відмовлявся, страчували на місці за підозрою у сповідуванні забороненого вчення. Окрім цього, по всій країні населенню було наказано приписатися до буддистських храмів своєї округи і обов'язково змінити свою віру на віру секти місцевого храму. Також, шьоґунат наклав заборону на в'їзд європейців до країни та імпорт будь-якої літератури з Заходу.

### Буддизмта інші вчення
Ефективною противагою християнству сьоґунат вважав буддизм. Він цікавив уряд не стільки філософсько-релігійним, скільки адміністративним потенціалом. Буддистські храми були спроможні охопити усе населення країни і вести над ним нагляд, ліквідуючи вплив християнства. Фактично, зусилля влади перетворили буддистські осередки на статистичні відомства держави, які вели облік населення і, заодно, обслуговували його душевні потреби.
У 1665 році (5 році Канбун), сьоґунат видав «Закони про секти і храми» (諸宗寺院法度), за якими у країні запроваджувалась класифікація усіх буддистських шкіл Японії і встановлювалась ієрархія храмів кожної з них, так звана «система головних і дочірніх храмів» (本末制度). Ці «Закони» визначали сталу кількість сект і раціоналізували їхню внутрішню структуру. Вони відігравали важливу роль в уніфікації японського буддизму і стиранні значних розбіжностей між общинами, які існували в минулому.
Того ж року самурайський уряд склав «Закони про святилища, священнослужителів і священиків» (諸社禰宜神主法度), у яких класифікував наявні синтоїстські святилища і поклав догляд за ними та виконання священицьких функцій на буддистських монахів. Таким чином влада сприяла буддистсько-синтоїстському синкретизму.
Окрім буддизму і синто, сьоґунат дозволив також діяльність бродячих аскетів і даосистів ворожбитів.

## Політика «закриття країни»

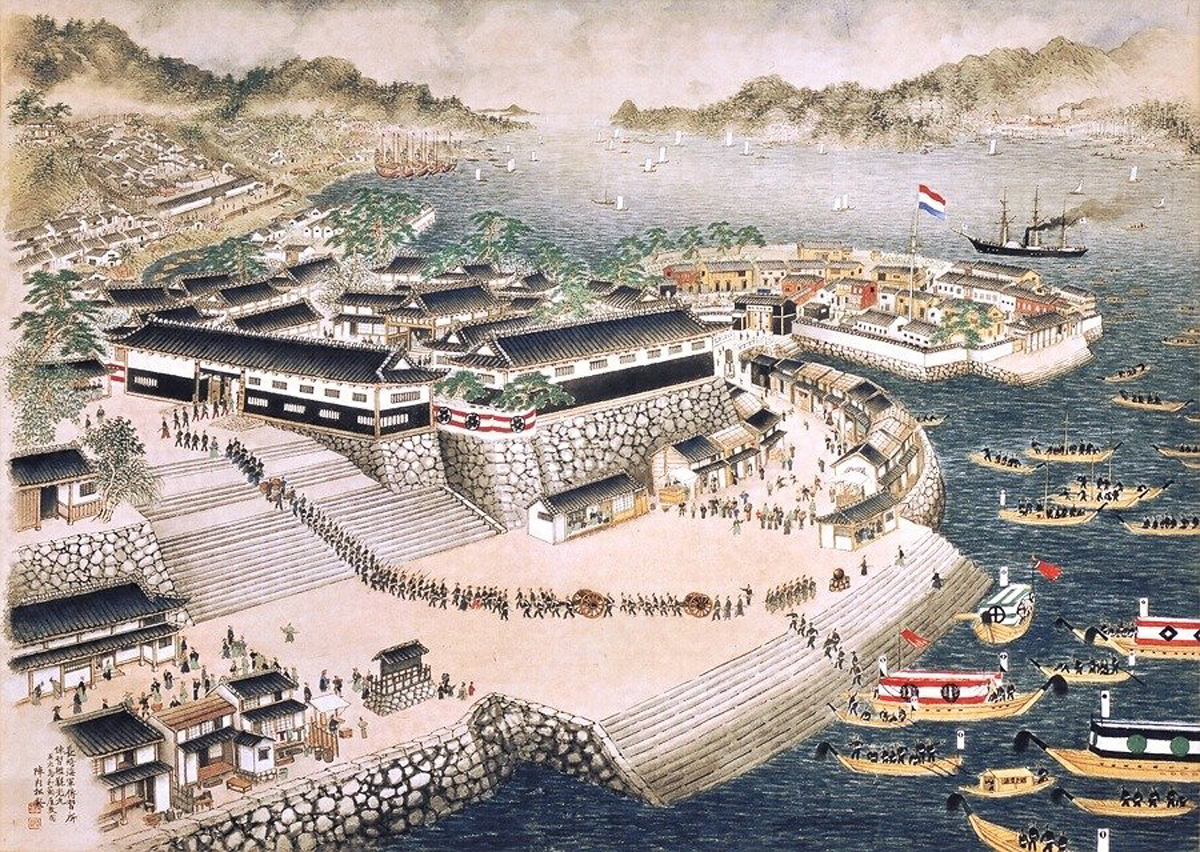
Порт Наґасакі. Вдалині видніється голландський прапор на штучному острові Деджіма.

Важливим завданням для шьоґунату було питання тотального контролю за населенням Японії, яке він не міг здійснювати в умовах відкритості кордонів держави. Японці, особливо західних регіонів, все частіше виїжджали за море торгувати до Східної і Південно-Східної Азії, створюючи там «торгові колонії» і часто приймаючи християнську віру. Їхня діяльність збагачувала даймьо Західної Японії, де лояльність до шьоґунату була найнижчою. Це сильно лякало центральний уряд, який боявся посилення опозиції в країні.
Бажаючи винищити у країні християнство і обмежити вільну зовнішню торгівлю, шьоґунат взяв курс на ізоляцію Японії від Заходу і монополізацію торговельних відносин. У 1616 році (2 рік Ґенна) усі японські порти, за винятком Хірадо і Наґасакі, були закриті для європейських суден, а з 1624 по 1641 роки шьоґунат взагалі наклав вето на їхнє прибуття до Японії. Винятки становили кораблі голландців, чию торговельну факторію було перенесено на штучний острів Деджіма у місті Наґасакі. Простим японцям суворо заборонялося входити з ними у контакт. У 1633 році (10-ий рік Кан'ей) центральна влада заборонила усім японським суднам, окрім тих, які мали державну ліцензію, плавати за кордон, а 1635 року (12 рік Кан'ей) наклала вето на виїзд з Японії та заборонила повернення додому тих японців, які перебували за її межами. Шьоґунат монополізував зовнішню торгівлю, встановивши порт Наґасакі місцем для торгівлі з Китаєм, Кореєю і Голландією. Як виняток, уряд дозволив лише периферійним ханам провінції Сацуми і півночі Хоккайдо торгувати з королівством Рюкю і айнами.
Таким чином, на середину 17 століття уряд Японії заклав основи своєї зовнішньої політики «закриття країни» сакоку (鎖国, «закрита країна») і дотримувався цього курсу аж до середини 19 століття. Ця політика сприяла ліквідації християнства у країні, збагаченню і посиленню шьоґунату, та формуванню самобутньої японської культури, яка була позбавлена впливу зовнішніх факторів на її розвиток.

## Занепад шьоґунату

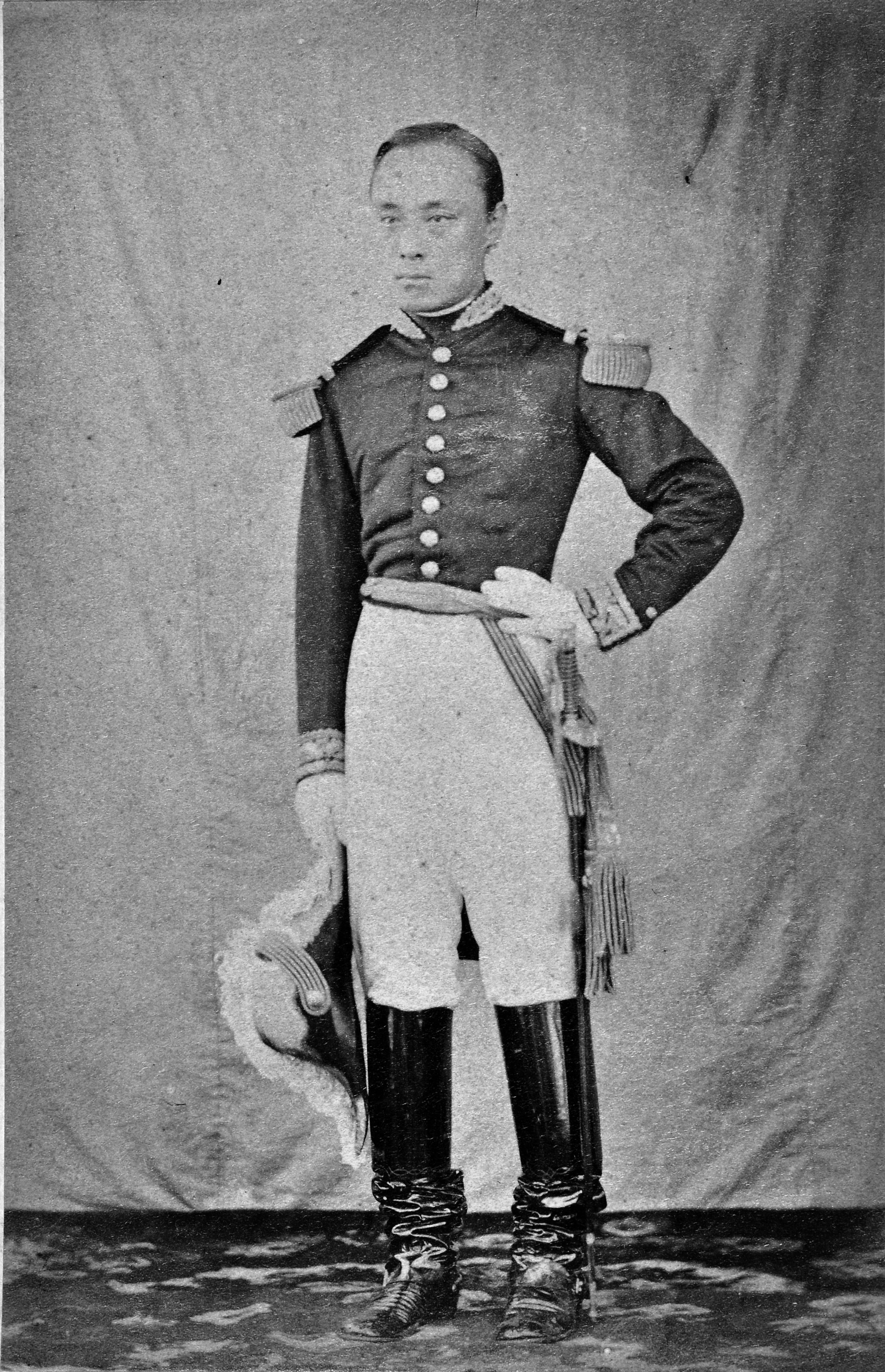
Токуґава Йошінобу, останній шьоґун, у французькій військовій формі (1867).

Ознаки занепаду шьоґунату проявилися у першій половині 19 століття у чотирьох сферах — економіці, соціальній і зовнішній політиці, а також військовій справі.
У 1832—1833 (3—4 роки Темпо) роках Японію спіткав голод, найбільший за всю її історію, від якого померло декілька мільйонів чоловік. Неоглядна політика уряду, який не зменшив податки у голодні роки і не провів заходів по допомозі населенню, викликала ряд повстань, до яких приєдналися навіть самурайські чиновники, члени міських управ. Після придушення виступів у країні почалась інфляція, з якою центральна влада була не в силах боротися. Це спричинило падіння авторитету уряду. Економіка шьоґунату, заснована на інтенсивному сільському господарстві та зборі данини, зайшла у безвихідь.
Окрім господарчих проблем, країна мала чимало соціальних. Існуюча станова система фактично була зруйнована. Більшість самураїв, які традиційно вважалися елітою суспільства, збідніли і перетворилися на боржників купців, які посідали найнижчу сходинку у соціальній ієрархії. Чимало селян втрачали свої земельні наділи і поповнювали армії найманих робітників, погіршуючи криміногенну ситуацію у містах. На додачу, в Японії процвітала корупція серед бюрократів усіх рівнів, що викликало у населення сильне невдоволення існуючим режимом.
Шьоґунат також зазнав краху у дотриманні свого зовнішньо-політичного курсу «закритої країни». Судна Росії, Британії і США, держав, які розпочали гонитву за колоніями в Азії, почали постійно з'являтися біля японських берегів, вимагаючи від самурайського уряду відкрити порти і підписати торговельні угоди. Хоча шьоґунат намагався боронити країну від іноземців, протистояти їхнім добре оснащеним флотиліям і військам він не міг. Врешті-решт, у 1854 році (1 року Ансей), під тиском ескадри американського командора Меттью Перрі, японський уряд підписав з США договір, за яким американська сторона отримала доступ до японських портів і право на спорудження консульств. Після цього у 1858 році шьоґунат уклав з США, Росією, Великою Британією, Голландією і Францією нерівноправні договори «дружби і торгівлі», за яким в односторонньому порядку надавав право іноземцям торгувати в Японії за пом'якшеного режиму оподаткування і визнавав право екстериторіальності для всіх громадян цих країн в Японії. Ці договори поклали кінець ізоляції країни і сильно вдарили по престижу шьоґунату. Вони спричинили зневіру до нього як серед простого населення, так і самураїв.
У результаті зростання загального невдоволення центральною владою, в Японії поширився рух за повалення шьоґунату та реставрацію прямого імператорського правління. З кінця 1860-х років цей рух очолили три хани Західної Японії — Сацума-хан, Тьошю-хан і Тоса-хан, які після проведення ряду економічних і військових реформ у межах своїх володінь, були готові відкрито протистояти уряду. Під тиском опозиційних сил останній голова шьоґунату, 15-й шьоґун Токуґава Йошінобу, 14 жовтня 1867 року (3 рік Кей'о) офіційно повернув імператору право «політичного верховенства» в країні (大政奉還, дайсей-хокан), фактично відрікшись від поста лідера країни. Через два місяці було сформовано новий всеяпонський уряд на чолі з Імператором Мейджі. Він одразу ж видав «Великий указ про реставрацію монаршого правління» (王政復古之大号令), яким проголошував імператора офіційним головою держави, а також ліквідував шьоґунат. Токуґава Йошінобу розцінив такий крок нового уряду як зраду і вступив у конфронтацію із ним. У результаті цього в Японії спалахнула громадянська війна, так звана війна Бошін (1868—1869), між силами імператора та прибічниками ліквідованого щьоґунату. Вона закінчилась поразкою останніх і остаточним падінням інститутів самурайського уряду.

## Шьоґуни
- Токуґава Ієясу (1603—1605)
- Токуґава Хідетада (1605—1623)
- Токуґава Ієміцу (1623—1651)
- Токуґава Ієцуна (1651—1680)
- Токуґава Цунайоші (1680—1709)
- Токуґава Ієнобу (1709—1712)
- Токуґава Ієцуґу (1713—1716)
- Токуґава Йошімуне (1716—1745)
- Токуґава Ієсіґе (1745—1760)
- Токуґава Ієхару (1760—1786)
- Токуґава Ієнарі (1786—1837)
- Токуґава Ієйоші (1837—1853)
- Токуґава Ієсада (1853—1858)
- Токуґава Іємочі (1858—1866)
- Токуґава Йошінобу (1866—1867)